# سينما إفريقيا الوسطى
جمهورية أفريقيا الوسطى هي واحدة من أفقر بلدان العالم، حيث لا تحظى صناعة السينما باهتمام كبير. يبدو أن أول فيلم تم إنتاجه في إفريقيا الوسطى كان فيلم (Les enfants de la danse)، وهو فيلم وثائقي إثنوغرافي قصير فرنسي الصنع عام 1945. كان جوزيف أكويسوني أول من صنع فيلمًا في إفريقيا الوسطى في البلاد، مع فيلمه الوثائقي (Un homme est un homme) سنة 1981؛ تبعه أفلام وثائقية أنتجتها في الثمانينيات ليوني يانجبا زوي. منذ ذلك الحين أدت سلسلة من الصراعات والأزمات الاقتصادية المستمرة إلى الحد بشدة من النمو المحتمل لصناعة الأفلام في البلاد. أول فيلم دراما طويل تم إنتاجه في البلاد كان (Le silence de la forêt)، وهو إنتاج مشترك بين أفريقيا الوسطى والغابون والكاميرون عام 2003 حول شعب بياكا.